# Barbara Barbara, We Face a Shining Future
Barbara Barbara, We Face a Shining Future è il nono album in studio del gruppo musicale britannico Underworld, pubblicato il 18 marzo 2016.

## Tracce
1. I Exhale – 8:10
2. If Rah – 7:12
3. Low Burn – 6:44
4. Santiago Cuatro – 4:00
5. Motorhome – 6:23
6. Ova Nova – 5:31
7. Nylon Strung – 6:48